# Піч-Спрінгс (Аризона)
Піч-Спрінгс (англ. Peach Springs) — переписна місцевість (CDP) в США, в окрузі Могаве штату Аризона. Населення — 1098 осіб (2020).

## Географія
Піч-Спрінгс розташований за координатами 35°31′53″ пн. ш. 113°25′55″ зх. д. / 35.53139° пн. ш. 113.43194° зх. д. (35.531450, -113.431980).  За даними Бюро перепису населення США в 2010 році переписна місцевість мала площу 20,50 км², уся площа — суходіл.

## Демографія
Згідно з переписом 2010 року, у переписній місцевості мешкало 1090 осіб у 298 домогосподарствах у складі 233 родин. Густота населення становила 53 особи/км².  Було 334 помешкання (16/км²).
Расовий склад населення:
| - 96,3 % — корінних американців - 1,6 % — білих - 0,5 % — чорних або афроамериканців |

До двох чи більше рас належало 1,4 %. Частка іспаномовних становила 3,0 % від усіх жителів.
За віковим діапазоном населення розподілялося таким чином: 36,7 % — особи молодші 18 років, 57,3 % — особи у віці 18—64 років, 6,0 % — особи у віці 65 років та старші. Медіана віку мешканця становила 25,7 року. На 100 осіб жіночої статі у переписній місцевості припадало 87,0 чоловіків;  на 100 жінок у віці від 18 років та старших — 82,1 чоловіків також старших 18 років.
Середній дохід на одне домашнє господарство  становив 43 552 долари США (медіана — 34 044), а середній дохід на одну сім'ю — 45 894 долари (медіана — 34 706). Медіана доходів становила 29 167 доларів для чоловіків та 30 278 доларів для жінок. За межею бідності перебувало 40,5 % осіб, у тому числі 45,3 % дітей у віці до 18 років та 29,1 % осіб у віці 65 років та старших.
Цивільне працевлаштоване населення становило 307 осіб. Основні галузі зайнятості: мистецтво, розваги та відпочинок — 30,0 %, публічна адміністрація — 27,0 %, освіта, охорона здоров'я та соціальна допомога — 21,8 %.